# Воеводовская волость
Воево́довская во́лость — историческая административно-территориальная единица Старобельского уезда Харьковской губернии с центром в слободе Воеводск.
По состоянию на 1885 год состояла из 8 поселений, 8 сельских общин. Население — 2576 человек (1277 мужского пола и 1299 — женского), 365 дворовых хозяйств.
|                       | Площадь, десятин | В том числе пахотной, дес. |
| --------------------- | ---------------- | -------------------------- |
| Сельских общин        | 2781             | 2525                       |
| Частной собственности | 12685            | 10961                      |
| Другой собственности  | 99               | 99                         |
| В целом               | 15565            | 13585                      |

Основные поселения волости по состоянию на 1885 год:
- Воеводск — бывшая владельческая слобода в 98 верстах от уездного города, 587 человек, 75 дворовых хозяйств, православная церковь.
- Ново-Александровка («Левенец») — бывший государственный хутор, 226 человек, 34 дворовых хозяйства, православная церковь.

Крупнейшие поселения волости по состоянию на 1914 год:
- слобода Воеводск — 3792 жителя.

Старшиной волости был Никита Яковлевич Калюжный, волостным писарем — Ефим Александрович Суслов, председателем волостного суда — Иван Семенович Самойленко.